# Амбелос винарија
| Амбелос винарија |                                      |
|                  |                                      |
|                  |                                      |
| Оснивач:         | Епархија браничевска                 |
| Основан:         | 2014.                                |
| Седиште:         | Копоринска ББ, · Велика Плана Србија |
| Веб презентација | http://www.ambelos.rs/               |
| Контакт:         | 063 / 663-737                        |

Амбелос винарија манастира Kопорин код Велике Плане, припада Епархији браничевској СПЦ. Назив винарије Амбелос на грчком језику означава виноград, односно винову лозу која дарује грожђе од кога се производи вино. То вино се приноси Богу као дар природе и освећује се на светој литургији где се претвара у крв Господњу.
На месту данашњег винограда до 2000. године постојао је виноград који је обновљен 2011. године и простире се на 4ha. Винарију каратерише традиционални начин производње вина. Присутне сорте су: Каберне Совињон, Мерло, Прокупац, Тамјаника, Рајнски ризлинг и Италијански ризлинг.
Винарија је подигнута 2014. године и 2016. године је почела производња вина. Зграда винарије изграђена је у византијском стилу и у складу је са архитектуром манастира. Простире се на око хиљаду квадрата, подрумске просторије имају 300m², дегустациона сала има 50 места, док је у поткровљу ВИП сала, а постоји и неколико апартмана за госте.